# Бергантино
Бергантѝно (на италиански: Bergantino; на венециански: Bergantin, Бергантин) е малко градче и община в Северна Италия, провинция Ровиго, регион Венето. Разположено е на 15 m надморска височина. Населението на общината е 2621 души (към 2012 г.).